# Domoni (Gemeinde)
Domoni ist eine Gemeinde in der Präfektur Domoni auf der komorischen Insel Anjouan. Sie umfasst vor allem die Stadt Domoni. Außerdem gehören die Dörfer Limbi und Bweladungu zum Gemeindegebiet.

## Lage
Die Gemeinde liegt an der Ostküste der Insel Anjouan, die zu dem Archipel der Komoren im Indischen Ozean gehört. Zur Gemeinde Domoni gehört vor allem die zweitgrößte Stadt der Insel, Domoni. Zwischen Limbi und Domoni befindet sich der große Kokosnusshain Mahindini.